# باتريك ريال
باتريك ريال (بالإنجليزية: Patrick Real)‏ هو قاضي أسترالي، ولد في 1846، وتوفي في 10 يونيو 1928.